# Bos Peel
Bos Peel is een artistiek kunstwerk in het Amsterdamse Bos op het grondgebied van gemeente Amstelveen, maar in beheer bij gemeente Amsterdam.

Op de plek, even ten noorden van de Bosbaan, stond een beeld van Gabriel Lester uit 2016, dat in 2018 ten prooi viel aan vernielzucht. Het was origineel gemaakt voor de tentoonstelling "Warande" in Tilburg, waarna het werd geplaatst bij het Amsterdamse Bostheater en weer later op een speelveld. Vaste bezoekers vonden het verdwijnen van het beeld een gemis aangezien het een ontmoetingsplaats was als ook een speelobject voor kinderen. De gemeente Amsterdam gaf de kunstenaar daarop de opdracht te komen met een nieuwe versie, die wel bestand is tegen vandalisme. In december 2020 werd begonnen met de opbouw van deze zitplek, waarvan het middenstuk omhoog is gekruld alsof iemand het uit de zitbank heeft geschild (Engels: to peel betekent schillen).  De kunstenaar zei zelf over het beeld in Het Parool van 20 december 2020: 
Ik merk dat zo’n beeld een sterke aantrekkingskracht uitoefent op voorbijgangers. Het is alsof je in contact komt met een andere tijd, dat je onderdeel wordt van iets onmogelijks.
Het beeld uit 2020 is opgebouwd uit een stalen frame met Douglasplanken, die wit geschilderd zijn. Die spierwitte kleur moet tijdens mist en schemering ook dienen als een bescheiden lichtbron. Bovendien moet het beeld door de kleurstelling de dialoog aangaan met de zwart-witte brug 504 van Piet Kramer.
Eenzelfde soort beelden zijn te zien in Medellín (Colombia) (getiteld Twister) en Gagnef (Zweden) (Sexappeel).

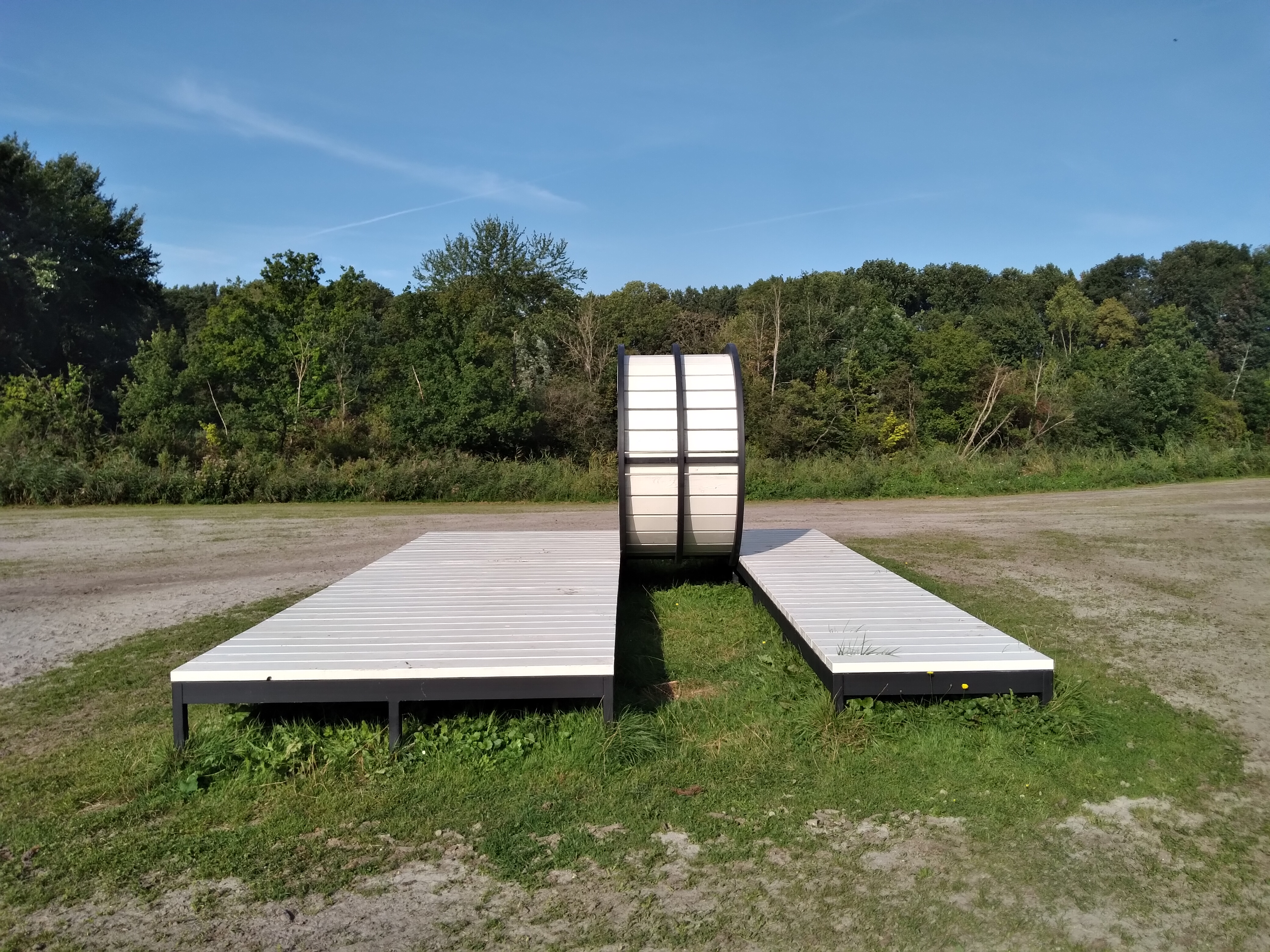
Bos Peel (september 2021)